# Kaseinfarbe

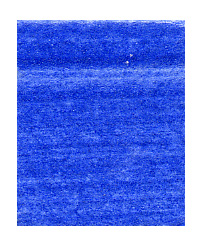
Eine Farbe aus Kasein und natürlichem Ultramarin auf Papier

Kaseinfarbe ist ein Anstrichmittel (ugs. Farbe), bei dem die Pigmente mit Kasein gebunden sind. Der Einsatz von Kaseinfarbe als kaseinleimgebundene Farbe ist eine traditionsreiche Maltechnik im Bereich der Kunst; seit der Entwicklung der Acrylfarben hat sie an Bedeutung verloren.
Über die Marke PLAKA der Pelikan Holding hat sich der Begriff Plakafarbe, ähnlich wie Tempo für Papiertaschentücher, als Gattungsname etabliert und verbreitet.
Kaseinfarben werden im künstlerischen und dekorativen Bereich verwendet, da sie einfach selber anzumischen sind, häufig auch in Kindergärten und Schulen. Die Farbe hat hervorragende Farbbrillanz und Deckfähigkeit, sie ist aber nicht unbedingt wasserfest. Bei Verwendung im Außenbereich sollte Ammonium- oder Kalkkaseinfarbe verwendet werden.

## Bestandteile einer Kaseinfarbe
Kasein ist der Hauptbestandteil der Milcheiweiße und wird durch Ausfällung gewonnen. Hierbei kann etwa Quark oder Magermilch verwendet werden, wobei auf einen niedrigen Fettgehalt und einen höheren Eiweißgehalt wert zu legen ist. Das Milchfett beeinflusst die Bindekraft negativ. Milch enthält etwa 3,25 % Protein, wovon der entscheidende Kaseinanteil 80 % ausmacht. Im Gegensatz zu anderen Proteinen ist Kasein relativ hitzebeständig.
Das getrocknete Kaseinpulver ist kaum wasserlöslich und wird zur weiteren Verwendung in warmem Wasser vorgequollen und meist durch eine milde Lauge aufgeschlossen, zum Beispiel durch Hirschhornsalz – das ist Ammoniumcarbonat (Ammoniumkasein), Borax (Boraxkasein) oder Sumpfkalk (Calciumhydroxid) (Kalkkasein). Auch stärkere Alkalien wie Soda (Natriumkarbonat), Pottasche (Kaliumkarbonat), Natron- und Kalilauge lassen sich verwenden, doch dann sollte bei der Verarbeitung mit Schutzkleidung gearbeitet werden. Beim Aufschließen des Kaseins sollte die maximale Laugenzugabe einen Wert von 25 % nicht überschreiten.
Kasein ist verarbeitungsfertig im Fachhandel erhältlich, insbesondere bei Anbietern von Naturfarben. Kasein in Pulverform sollte nach dem Anmischen mit Wasser zunächst 30 Minuten quellen und dann erneut umgerührt werden, bevor weitere Zutaten hinzugefügt werden.
Als Farbmittel zugegebene Pigmente müssen alkalibeständig sein.
Mit Füllstoffen wie Zellulose, Methylcellulose, Kaolin (Ton, Porzellanerde, o.ä.), Bentonit und Gesteinsmehlen, insbesondere aus Marmor oder Kreide, kann die Farbe soweit angedickt werden, dass sie fast ebenso dickflüssig und deckend zu verarbeiten ist wie handelsübliche Dispersionsfarben.
Pflanzenöle können zur besseren Verarbeitbarkeit bis zu einem Anteil von etwa 3 Gew.% (bezogen auf die trockenen Bestandteile der Farbe vor der Zugabe von Wasser) hinzugefügt werden. Safloröl etwa wird zur Verbesserung der Haftung eingesetzt. Durch die enthaltenen Alkalien können die Öle ganz oder teilweise verseifen und einen Einfluss auf die Wischfestigkeit der Farbe haben.

## Eigenschaften der Kaseinfarbe
Kasein ist ein natürliches, organisches Bindemittel. Durch seinen natürlichen Ursprung dient es als Nährboden für Bakterien und Pilze. Wird Borax als Aufschlussmittel verwendet, so wirkt es als Konservierungsmittel und die Farbe ist bis zu 9 Monate haltbar. Borax vermindert allerdings die Feuchtebeständigkeit. Bei der Verwendung von Ammoniumcarbonat verflüchtigen sich alle überschüssigen alkalischen Anteile im Laufe der Zeit in Form von Ammoniak. Ammoniumkasein ist jedoch nur wenige Tage haltbar. Einen guten Schutz gegen Pilz- und Bakterienbefall bietet auch der Einsatz von Löschkalk. Sumpfkalk als Aufschlussmittel vernetzt das Kasein besser als Borax und setzt die Wasserfestigkeit nicht herunter. Daher ist Kalkkasein das Mittel der Wahl in der Wandmalerei. Geringe Beigaben von Pflanzenölen wie Leinöl bzw. Leinölfirnis sind üblich, um die Verarbeitung zu verbessern und die Eigenschaften anzupassen.
Die Haltbarkeit, das angenehme Arbeiten und Farbtiefe bei gleichzeitig leicht mattem Auftrocknen gelten als Vorzüge der Kaseinfarben. Die Auswahl der Pigmente spielt dabei schon in der Herstellung eine entscheidende Rolle. Der überwiegende Teil der Pigmente sind Erd- oder Mineralfarben. Die Farben sind untereinander exzellent mischbar, so dass sich leicht eine Farbharmonie einstellt. Einerseits kann – wie in der Ölmalerei – „Nass-in-Nass“ gearbeitet werden, nach der zügigen Trocknung aber auch lasierend in Schichttechnik.
Je nach eingesetztem Aufschlussmittel kann eine Kaseinfarbe wasserfest sein und somit im Außenbereich Verwendung finden. Für den Einsatz als Kaseinfarbe wird meistens säureausgefälltes Kasein eingesetzt. Um Wasserfestigkeit zu erreichen, sollte aber Kalkkasein oder Ammoniumkasein zum Einsatz kommen. Die wasserfesten Farben sind nicht alkalibeständig.
Die Bindekraft des Kaseinleims ist extrem hoch, so dass besondere Sorgfalt in der Verarbeitung nötig ist. Wehlte erwähnt, dass trocknendes Kasein sowohl die Glasur von Porzellangefäßen als auch die Emaille eiserner Schalen und Töpfe absprengt. Daher ist bei deckendem Auftrag auf ausreichend Füllstoff zu achten, um ein Abblättern zu verhindern. Lasierende Farben können sehr dünn ausgearbeitet werden.
Nachteile bei der Verwendung von Kasein als Bindemittel ist die kurze Haltbarkeit in konzentrierter Form und bei hohen Temperaturen sowie die relativ unberechenbare Konsistenz. Kaseinleim kann willkürlich gelieren, so dass eine Verdünnung nicht mehr möglich ist. Ebenso kann sich auch der Leim in pastöser Konsistenz plötzlich verflüssigen. Sowohl Haltbarkeit wie auch variierende Thixotropie können jedoch durch die Verdünnung des Leims mit Wasser und Füllstoffen deutlich verbessert werden.

## Kalkkasein – Herstellung und Verarbeitung
Fettarme Milch und fettarmer Quark können reinen Kalkfarben zugesetzt werden, um die Deckkraft zu erhöhen und der Kreidung vorzubeugen.
Magerquark wird im Verhältnis 5:1 mit festem Sumpfkalkbrei gemischt, um ein durchscheinendes Bindemittel zum Kleben, Grundieren (verdünnt), Lasieren (pigmentiert & verdünnt) oder zum Malen (pigmentiert, mit Füllstoffen versetzt & verdünnt) zu erhalten. Der entstehende Kaseinleim ist sofort einsatzfähig und sollte umgehend verdünnt werden, um ein mögliches frühzeitiges Abbinden (Gallertbildung) zu vermeiden. Er sollte kühl gelagert und bei geringer Verdünnung am selben Tag, sonst innerhalb weniger Tage verbraucht werden. Werden mehr als 5 Teile Quark auf 1 Teil Sumpfkalkbrei verwendet, dann muss die Farbe dünn aufgetragen werden, um durch die entstehende innere Spannung nicht abzuplatzen. Zudem verringern sich Abriebfestigkeit und Witterungsbeständigkeit, d. h. die Farbe kann abkreiden. Je nach Kalkanteil lässt sich die Farbe jedoch über Wochen und sogar Monate lagern und das Verhalten der Farbe wird berechenbarer.
Traditionell wurde deutlich weniger Magerquark als Kalkbrei verwendet, um die Deck- und Bindekraft des billig erhältlichen Kalks auszunutzen. Kalkfarben mit geringen Anteilen von weiteren Bindemitteln und Füllstoffen sind jedoch schwieriger zu verarbeiten. Sie wurden in der Regel dünnflüssig und in mehreren aufeinanderfolgenden Lagen auf vorgenässten Untergrund aufgetragen.

## Geschichte
Milcheiweiße lassen sich schon in der Höhlenmalerei finden. Die Kaseintechnik wurde von den Römern angewandt, auch in einer der Felsenkirchen von Lalibela findet sich das Bindemittel. Ihre Hochblüte fand die Technik in der Tafelmalerei auf Holz, da sie weniger Ansprüche an die Grundierung stellt als etwa Ölfarben sowie der Wandmalerei, wo sie in Farbwirkung nur vom Fresko übertroffen wird, aber auch auf altem Putz angebracht werden kann.